# Sami Callihan
Samuel Alton Johnston (ur. 1 września 1987 w Bellefontaine) – amerykański wrestler lepiej znany pod swoim pseudonimem ringowym jako Sami Callihan.

## Kariera wrestlerska
Początkowo posługiwał się pseudonimem Jeremiah Snake (pl. Jeremiah Wąż). Występował między innymi w organizacjach Major League Wrestling, Dragon Gate USA, Evolve Wrestling, Ring of Honor, Pro Wrestling Guerrilla, Full Impact Pro, All American Wrestling i Lucha Underground.
W organizacji Combat Zone Wrestling posiadał mistrzostwa CZW Iron Man Championship, CZW Ultraviolent Underground Championship i CZW World Junior Heavyweight Championship, a w 2012 roku wygrał turniej Best of the Best
Od 2013 do 2015 roku związany był z WWE. Występował w programie WWE NXT pod pseudonimem Solomon Crowe.
W 2016 roku stworzył własną organizację wrestlingu o nazwie The Wrestling Revolver.
Od 2017 do 2023 roku związany z organizacją Impact Wrestling, gdzie posługiwał się gimmickiem psychopaty. Charakterystyczne dla niego było między innymi używanie czarnego kija baseballowego do bicia innych wrestlerów i stosowania zagrywek psychologicznych w celu pokonania przeciwników. Był przywódcą stajni Ohio Versus Everything.
W odcinków programu Impact! z 29 października 2019 roku zdobył Impact World Championship, najważniejsze mistrzostwo organizacji, pokonując dotychczasowego mistrza Briana Cage’a w walce typu Steel Cage match. Stracił je 12 stycznia 2020 roku, pokonany na gali Hard to Kill przez Tessę Blanchard, która została pierwszą kobietą będącą posiadaczką tego mistrzostwa.